# Rodovia dos Bandeirantes (SP-348)

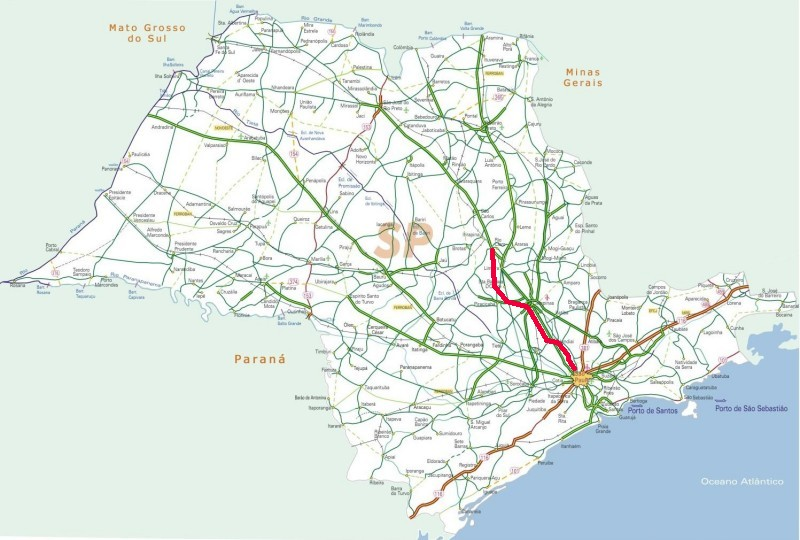
Carte de l'État de São Paulo avec, en rouge, la Rodovia dos Bandeirantes

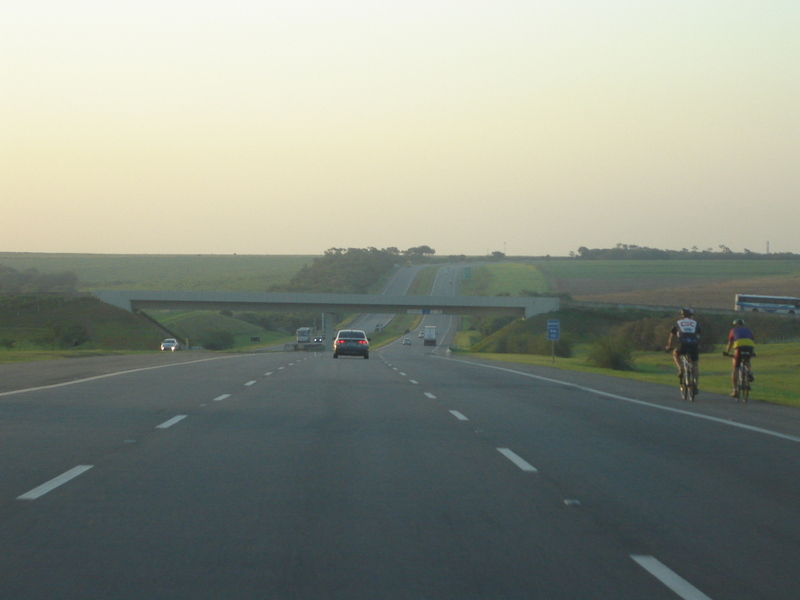
Rodovia dos Bandeirantes

La Rodovia dos Bandeirantes (codifiée SP-348) est une voie rapide de l'État de São Paulo, Brésil.
La Rodovia dos Bandeirantes fut inaugurée le 28 octobre 1978. Son nom est un hommage aux Bandeirantes qui exploraient l'intérieur du Brésil à partir du littoral de São Paulo.
Quand la capacité maximum du trafic de la Rodovia Anhangüera fut atteinte, aux environs de 1960, le gouvernement de l'État décida de construire une autre route d'une plus grande capacité. Construite sur un projet moderne (c'est une des premières routes du Brésil avec six bandes de circulation), la route relie São Paulo à la Rodovia Washington Luis faisant la liaison entre d'importantes villes de São Paulo comme : Rio Claro, São Carlos, Araraquara et São José do Rio Preto.
En mai 1998, l'administration de la route fut confiée à la firme Autoban qui la prolongea jusqu'à Cordeirópolis, sur un trajet de 78 km.
Elle possède une grande importance commerciale vu qu'avec le Rodoanel Mário Covas et la Rodovia dos Imigrantes, elle est la liaison entre les deux plus grands pôles d'importation et d'exportation du pays : l'Aéroport international de Viracopos/Campinas et le port de Santos. Elle possède aussi une importance touristique parce que deux des principaux parcs thématiques du Brésil sont installés sur son trajet : le Hopi Hari et le Wet'n Wild São Paulo.
La Rodovia dos Bandeirantes, pour beaucoup, est la meilleure route du Brésil faisant la liaison entre d'importantes villes de São Paulo comme : São Paulo, Cajamar, Jundiaí, Itupeva, Campinas, Hortolândia, Sumaré, Americana, Santa Bárbara d'Oeste et Limeira.